# Ліпатова Світлана Олександрівна
Світлана Олександрівна Ліпатова (рос. Светлана Александровна Липатова; нар. 19 лютого 1993, Казань) — російська борчиня вільного стилю, срібна та бронзова призерка чемпіонатів Європи, срібна призерка Європейських ігор, срібна призерка Кубку світу, бронзова призерка чемпіонату світу серед студентів. Майстер спорту міжнародного класу з вільної боротьби.

## Життєпис
Боротьбою почала займатися з 2001 року.
У збірній команді Росії з 2013 року.
Виступає за ДЮСШ (Казань). Тренер — Сергій Дружков.
Чемпіонка Росії (2015 — до 60 кг). Срібна (2014 року — до 60 кг) і бронзова (2016 — до 60 кг) призерка чемпіонатів Росії.

## Спортивні результати на міжнародних змаганнях

### Виступи на Чемпіонатах світу
| Змагання                        | Збірна | Вагова категорія          | Місце |
| ------------------------------- | ------ | ------------------------- | ----- |
| Чемпіонат світу з боротьби 2013 | Росія  | жіноча боротьба, до 59 кг | 25    |
| Чемпіонат світу з боротьби 2015 | Росія  | жіноча боротьба, до 60 кг | 14    |
| Чемпіонат світу з боротьби 2018 | Росія  | жіноча боротьба, до 59 кг | 5     |

### Виступи на Чемпіонатах Європи
| Змагання                         | Збірна | Вагова категорія          | Місце  |
| -------------------------------- | ------ | ------------------------- | ------ |
| Чемпіонат Європи з боротьби 2014 | Росія  | жіноча боротьба, до 60 кг | 5      |
| Чемпіонат Європи з боротьби 2018 | Росія  | жіноча боротьба, до 59 кг | Бронза |
| Чемпіонат Європи з боротьби 2019 | Росія  | жіноча боротьба, до 59 кг | Срібло |

### Виступи на Європейських іграх
| Змагання              | Збірна | Вагова категорія          | Місце  |
| --------------------- | ------ | ------------------------- | ------ |
| Європейські ігри 2015 | Росія  | жіноча боротьба, до 60 кг | Срібло |

### Виступи на Кубках світу
| Змагання                    | Збірна | Вагова категорія          | Місце  |
| --------------------------- | ------ | ------------------------- | ------ |
| Кубок світу з боротьби 2014 | Росія  | жіноча боротьба, до 60 кг | Срібло |

### Виступи на Чемпіонатах світу серед студентів
| Змагання                                        | Збірна | Вагова категорія          | Місце  |
| ----------------------------------------------- | ------ | ------------------------- | ------ |
| Чемпіонат світу з боротьби серед студентів 2016 | Росія  | жіноча боротьба, до 60 кг | Бронза |

### Виступи на інших змаганнях
| Змагання                                     | Збірна | Вагова категорія          | Місце  |
| -------------------------------------------- | ------ | ------------------------- | ------ |
| Trophee Milone 2011                          | Росія  | жіноча боротьба, до 59 кг | Золото |
| Київський Міжнародний турнір з боротьби 2012 | Росія  | жіноча боротьба, до 59 кг | 9      |
| Вогні Москви 2012                            | Росія  | жіноча боротьба, до 59 кг | Бронза |
| Гран-прі «Іван Яригін» 2013                  | Росія  | жіноча боротьба, до 59 кг | Бронза |
| Київський Міжнародний турнір з боротьби 2013 | Росія  | жіноча боротьба, до 59 кг | Срібло |
| Вогні Москви 2013                            | Росія  | жіноча боротьба, до 59 кг | Золото |
| Гран-прі «Іван Яригін» 2014                  | Росія  | жіноча боротьба, до 60 кг | Золото |
| Klippan Lady Open 2014                       | Росія  | жіноча боротьба, до 60 кг | 7      |
| Гран-прі Іспанії з боротьби 2014             | Росія  | жіноча боротьба, до 60 кг | Срібло |
| Відкритий чемпіонат Польщі з боротьби 2014   | Росія  | жіноча боротьба, до 60 кг | Бронза |
| Вогні Москви 2014                            | Росія  | жіноча боротьба, до 60 кг | Золото |
| Відкритий кубок Росії з боротьби 2014        | Росія  | жіноча боротьба, до 60 кг | Бронза |
| Гран-прі «Іван Яригін» 2015                  | Росія  | жіноча боротьба, до 60 кг | Срібло |
| Klippan Lady Open 2015                       | Росія  | жіноча боротьба, до 60 кг | 10     |
| Гран-прі «Іван Яригін» 2016                  | Росія  | жіноча боротьба, до 60 кг | Бронза |
| Чемпіонат Росії з боротьби 2016              | Росія  | жіноча боротьба, до 60 кг | Бронза |
| Гран-прі «Іван Яригін» 2017                  | Росія  | жіноча боротьба, до 60 кг | 13     |
| Турнір Яшара Догу 2017                       | Росія  | жіноча боротьба, до 60 кг | 5      |
| Турнір Дана Колова — Николи Петрова 2018     | Росія  | жіноча боротьба, до 59 кг | Золото |
| Кубок Канади з боротьби 2018                 | Росія  | жіноча боротьба, до 59 кг | Золото |
| Чемпіонат Росії з боротьби 2018              | Росія  | жіноча боротьба, до 59 кг | Бронза |
| Відкритий чемпіонат Польщі з боротьби 2018   | Росія  | жіноча боротьба, до 59 кг | Золото |
| Гран-прі «Іван Яригін» 2019                  | Росія  | жіноча боротьба, до 59 кг | Срібло |
| Klippan Lady Open 2019                       | Росія  | жіноча боротьба, до 59 кг | Золото |
| Чемпіонат Росії з боротьби 2019              | Росія  | жіноча боротьба, до 59 кг | Золото |
| Гран-прі Іспанії з боротьби 2019             | Росія  | жіноча боротьба, до 57 кг | 8      |
| Відкритий чемпіонат Польщі з боротьби 2019   | Росія  | жіноча боротьба, до 57 кг | Бронза |
| Відкритий кубок Монголії з боротьби 2018     | Росія  | жіноча боротьба, до 59 кг | Срібло |

### Виступи на змаганнях молодших вікових груп
| Змагання                                       | Збірна | Вагова категорія          | Місце  |
| ---------------------------------------------- | ------ | ------------------------- | ------ |
| Чемпіонат Європи з боротьби серед кадетів 2008 | Росія  | жіноча боротьба, до 49 кг | Бронза |
| Чемпіонат Європи з боротьби серед кадетів 2010 | Росія  | жіноча боротьба, до 60 кг | Золото |
| Літні юнацькі Олімпійські ігри 2010            | Росія  | жіноча боротьба, до 60 кг | Бронза |
| Чемпіонат Європи з боротьби серед юніорів 2011 | Росія  | жіноча боротьба, до 59 кг | Бронза |
| Чемпіонат Європи з боротьби серед юніорів 2013 | Росія  | жіноча боротьба, до 67 кг | Золото |
| Чемпіонат світу з боротьби серед юніорів 2013  | Росія  | жіноча боротьба, до 63 кг | Золото |
| Чемпіонат Європи з боротьби серед молоді 2015  | Росія  | жіноча боротьба, до 60 кг | Срібло |